# Le Collier de Nini Pinson
Le Collier de Nini Pinson est un film muet français réalisé par Léonce Perret et sorti en 1913.

## Fiche technique
- Titre : Le Collier de Nini Pinson
- Réalisation : Léonce Perret
- Chef opérateur : Georges Specht
- Société de production : Société des Établissements L. Gaumont
- Pays d'origine :  France
- Langue : film muet avec les intertitres en français
- Format : Noir et blanc — 35 mm — 1,33:1 —  Muet
- Dates de sortie :
  -  France : février 1913

## Distribution
- Suzanne Grandais : Nini Pinson
- Léonce Perret : Ferryboat